# Origanum calcaratum
Origanum calcaratum ist eine Pflanzenart aus der Gattung Dost (Origanum).

## Merkmale
Origanum calcaratum ist ein Halbstrauch, der Wuchshöhen von 10 bis 25 Zentimeter erreicht. Die Pflanze ist wollig oder drüsig und oberwärts mehr oder weniger blattlos. Die Blätter sind blaugrün und spärlich weißhaarig. Die Unterlippe des Kelchs ist zweizähnig. Die Krone ist rosa. Die Kronröhre ist dreimal länger als die ausgesackte Kelchröhre.
Die Blütezeit ist von April bis August.

## Vorkommen
Origanum calcaratum kommt in der Kardägäis, also in Griechenland, Kreta und in der Ägäis vor. Auf Kreta wächst die Art in Felsspalten in Höhenlagen von 450 bis 500 Meter.

## Belege
- Ralf Jahn, Peter Schönfelder: Exkursionsflora für Kreta. Mit Beiträgen von Alfred Mayer und Martin Scheuerer. Eugen Ulmer, Stuttgart (Hohenheim) 1995, ISBN 3-8001-3478-0, S. 266.